# Windsurf

Dos tablavelistas compiten en punta Paloma, Andalucía, España.

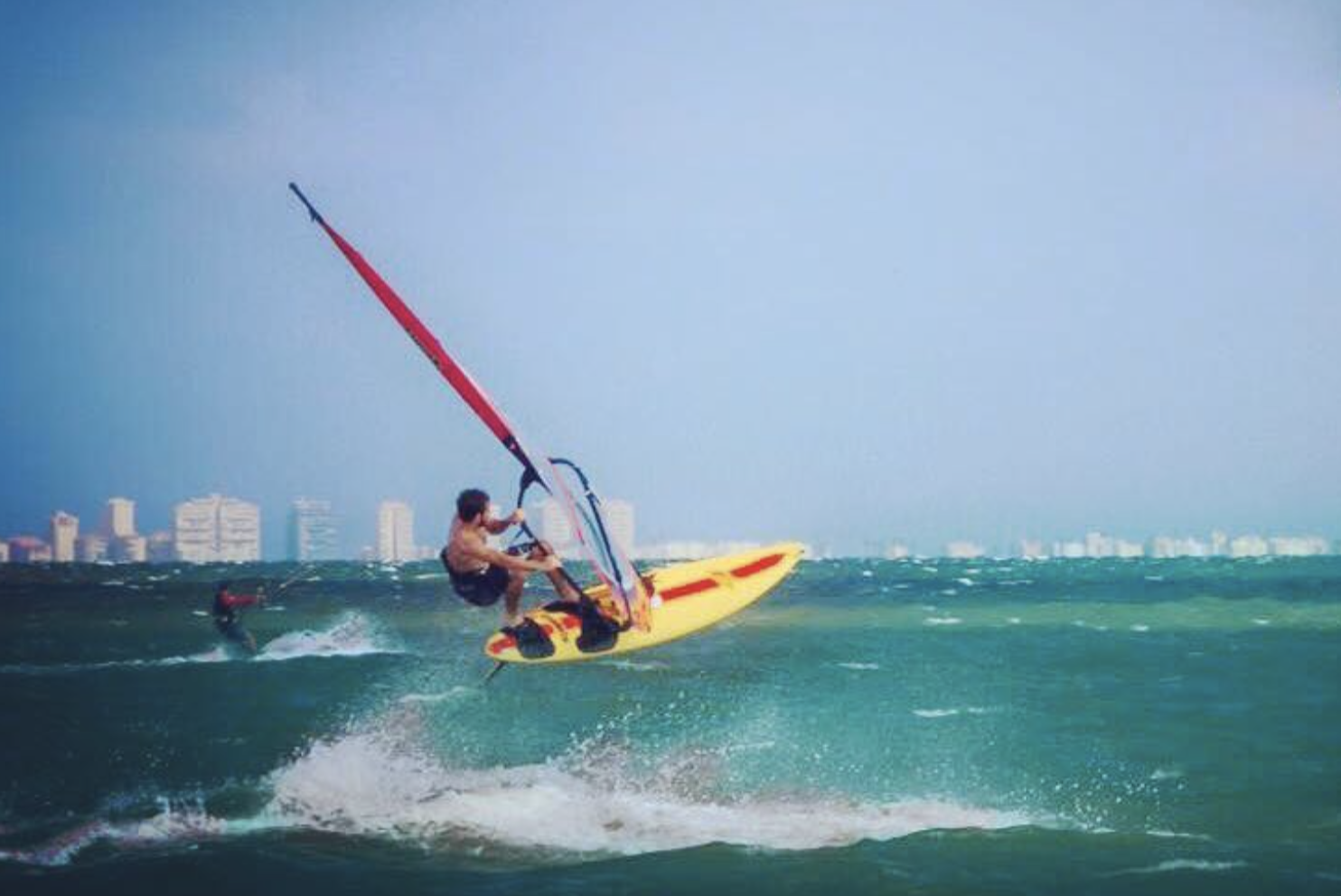
Un tablavelista saltando en el mar Menor, Murcia, España.

La tabla-vela, tabla a vela o Tablas Deslizadoras a Vela (TDV), comúnmente llamada por los anglicismos windsurf o windsurfing, es una modalidad del deporte a vela que consiste en desplazarse sobre el agua con una tabla y una vela.
A diferencia de un velero, la vela o aparejo de una tabla de windsurfing está articulada de forma que permite una rotación libre alrededor de un solo punto de unión con la tabla: el pie de mástil. Ello permite manipular el aparejo libremente en función de la dirección del viento y de la posición de la tabla con respecto a este último. El aparejo es manipulado por el tablavelista mediante la botavara.

Un equipo de tabla-vela está compuesto por todo esto:
- Una vela que impulsa la tabla por la diferencia de presión existente entre ambos lados de la misma debido a la diferente velocidad con la que el viento circula por ambas caras. La vela puede tener varios tamaños.
- Un mástil que puede ser de una pieza o separado en dos y que tiene por misiones unir la vela a la tabla y mantener un perfil adecuado de la vela.
- Un pie de mástil compuesto por una junta de tipo cardan generalmente de algún tipo de goma que se puede doblar en todas las direcciones. Su misión es unir el aparejo a la tabla y transmitir a ésta la fuerza generada por el viento en la vela.
- Una botavara formada por dos tubos (uno a cada amura de la vela) unidos por un extremo al mástil (puño de amura) y por otro a la vela mediante un cabo (escota).
- Un tabla compuesta principalmente por espuma de poliestireno recubierta de una estructura compuesta de distintas fibras (vidrio, carbono, kevlar, etc.) y resina epoxídica. Su longitud (eslora), forma y ancho (manga) varía según la especialidad deportiva a la que va enfocada, rango de viento para el que se encuentra diseñada y peso del navegante. Su misión es conseguir el mejor deslizamiento posible sobre el agua y sobre ella va subido el navegante.
- Una quilla, aleta o alerón que va cerca de la popa y evita la deriva en navegación de planeo.
- Una orza abatible cuya misión es evitar la deriva de la tabla a baja velocidad (cuando no se ha alcanzado la velocidad de planeo). Es opcional y solo las llevan las tablas de desplazamiento de gran tamaño.
- Un arnés utilizado por el navegante para colgarse de la botavara mediante unos cabos y ayuda evitar el agotamiento muscular.
- Unas cinchas de sujeción para los pies cuya finalidad es impedir que el deportista patine o pierda el control de la tabla cuando se atraviesan las olas y además le permite realizar maniobras diversas.
- Un adaptador que es la pieza que une el mástil con el pie de mástil, permite variar la longitud del mástil.
- Una driza que es un cabo que va desde la botavara al pie de mástil y es usado para levantar la vela sin que el windsurfista tenga que bajar de la tabla.

## Tipos de tablas
- Tablas de iniciación.
- Tablas específicas para niños.
- Tablas freeride.
- Tablas freemove o de movimiento libre.
- Tablas freestyle o de estilo libre.
- Tablas freewave.
- Tablas wave.
- Tablas race/slalom.
- Tablas race/Formula.
- Tablas speed.
- Tablas de hidroala.

## Organización
La Professional Windsurfers Association, más conocida por su acrónimo PWA, es el ente rector a nivel internacional en la práctica de la tablavela. Está formada por los mejores tablavelistas del mundo y representan el deporte al más alto nivel de competencia, uno de sus principales objetivos es garantizar el buen desarrollo del deporte, organizar y supervisar los eventos profesionales, hacer nuevas reglas para el deporte, ayudar a promover el crecimiento de base, fortalecer los lazos de amistad entre las asociaciones existentes, clases y disciplinas de la tablavela y de proporcionar apoyo y servicios para todos los amantes de la tablavela.

## Tipos de competición
En la tablavela hay seis variantes de competición:
- La de olas que se trata de una disciplina en la que se realizan saltos y se surfean las olas. Se necesita un equipo más ligero, asimismo, para este estilo se necesita bastante viento y olas de al menos 1 metro.
- La de estilo libre, una que ha tenido mucha acogida estos últimos años. Hay dos tipos de estilo libre, el antiguo u old school y el moderno o new school. El antiguo consiste en hacer maniobras en poco viento, con la tabla y la vela. El moderno se practica con tablas cortas, livianas y anchas y con velas de 4 a 6 metros cuadrados. En el estilo libre moderno se hacen maniobras rápidas al mismo tiempo que uno va saltando, rotando y deslizando. Usualmente, se practica en condiciones de buen viento y superficies planas. La versión moderna de esta modalidad, la más joven de todas en tener disciplina propia en competición, ha tenido una rápida expansión en los últimos años. Permite hacer trucos espectaculares sin la necesidad de tener olas que surfear o con las que saltar.
- La de slalom es una carrera en la que se va zigzagueando y rodeando unas boyas con el viento de través, hasta llegar a la meta. Se necesita más viento para poder avanzar más rápido y poder planear.
- La de regata que es una carrera en la que las boyas están colocadas de forma que se sube al viento "ciñendo" y después se baja en popa o haciendo largos, dando varias vueltas al recorrido, de forma similar al resto de barcos de vela, para este tipo de regatas se han utilizado diferentes tipos de tablas de tablavela. La vela de la clase que mide 9,5 metros cuadrados y en mujeres 8,5 metros cuadrados, botavara y mástil 100 % de fibra de carbón y la tabla mide 286 cm de largo y 93 de ancho máximo de esta tiene 220 litros. En otros campeonatos, la fórmula tablavelista clase en la que las velas llegan hasta 12,5 metros cuadrados mientras que el mástil y la botavara pueden ser de 100 % de fibra de carbón la tabla tiene un largo de 228 cm y de ancho 100,5 cm y una capacidad de 160 a 168 litros aproximados. Después la fórmula experience que ha tenido un incremento en la flota de tablavelistas increíble ya que se considera la Fórmula barata porque limitan el equipo, la vela máximo de 11 metros cuadrados con solo tres cambers, el mástil solo puede ser de 75 % de fibra de carbono, la botavara es de aluminio y la tabla es de 100,5 cm de ancho y 228 cm largo y su capacidad es de 160 litros. A diferencia del eslalon, la fórmula se puede practicar en vientos desde los 6 nudos en caso de fórmula tablavelista o de 9 nudos en caso de fórmula experience hasta los 30 nudos. Como clase a esta modalidad también se la puede llamar race.
- La de interior ha sido durante más de quince años en uno de los aspectos más emocionantes y comercializables del Tour Mundial. Desde 1990, ha habido concursos de interior en las grandes ciudades como París, Londres, Milán, Fráncfort, Marsella y Madrid, un espectáculo magnífico que está garantizado para emocionar a las multitudes que acuden a verlo.Dentro de la propia disciplina interior, hay tres disciplinas separadas. En slalom, donde por una inclinada rampa de partida, se intenta caer al agua y seguir manteniendo el control de la tabla. A continuación, una regata que hace un circuito corto en forma de ocho por las limitaciones espaciales de los espacios interiores. Los tablavelistas de estilo libre saltan y realizan sus mejores maniobras, y son entonces valoradas al instante por los jueces para decidir un ganador. El salto es la disciplina más impresionante en interior. Los tablavelistas alcanzan velocidad, antes de lanzarse sobre la rampa de salto en acrobacias típicas de otras modalidades como la de estilo libre o la de olas, en esta prueba es valorada la maniobra en sí, la precisión y control del aterrizaje e incluso la mejor caída.
- La de super X, que es una nueva disciplina de la tablavela, desarrollada por la PWA en 2003, pero fue retirada entre 2008 y 2009. Todos los aspectos de la competición de las regatas y el slalom se combinan con los aspectos espectaculares del estilo libre para crear una nueva e impresionante disciplina, donde solo el verdadero todo terreno puede ganar. El circuito de super X consiste en una carrera de slalom a favor del viento interrumpido por grandes obstáculos flotantes que los competidores deben saltar por encima antes de realizar movimientos de estilo libre obligatorias en puntos específicos del circuito. El ritmo es rápido y frenético siendo complicado saber quien puede ganar hasta el último momento, por lo que super X la forma más emocionante de las carreras sobre una tabla de tablavela.

«Professional windsurfers association» (en inglés). Consultado el 4 de marzo de 2014.

## Movimientos o maniobras de estilo libre en tablavela
- 360: Maniobra clásica de estilo libre que consiste en hacer un giro completo, de manera que se seguirá navegando en la misma dirección en la que se iba. Es importante llevar velocidad al empezarlo para ser capaces de terminarlo adecuadamente. El movimiento se inicia con una trasluchada, con la vela más baja para desventarla. Mientras giramos la vela se irá hacia la popa para facilitar el giro. Para finalizar, hay que sacar el pie del mástil y colocarlo delante del mástil, empujar la botavara con la mano de atrás y levantar la vela para seguir navegando cuando la tabla complete por lo menos 270°.

- Duck Jibe: para realizar este movimiento es necesario estar en la misma orientación respecto al viento. Es como una trasluchada, pero en lugar de girar la vela pasamos por debajo de ella. Es necesario entrar rápido al giro, clavando cantos e intentando mantener el radio de giro. En la mitad del giro cuando estemos de empopada la mano delantera de la botavara cruzará por encima de la trasera intentando coger lo más atrás posible, levantando la vela de forma que pase por encima de nosotros. La mano que movimos atrás debe dar un tirón fuerte para que podamos coger la botavara por el otro lado.

- Helicopter Tack / Heli Tack: variación de una virada. Después de orzar3, ponemos la vela contra el viento y nos apoyamos sobre ella para continuar rotando. El brazo delantero de la botavara deberá estar estirado y el trasero flexionado (este no debe empujar la botavara, ya que volveríamos a la posición inicial). Debemos echar el cuerpo hacia la vela para que aguantar la fuerza del viento que viene de cara. Tenemos que aguantar la posición hasta que terminemos el giro, momento en el que cambiaremos los pies y seguidamente la vela.

- Carving 360: consiste en realizar el mismo movimiento que en el 360, pero en este caso sin sacar los pies de los footstraps, esto dificulta la maniobra. Debemos echar el cuerpo hacia delante para compensar que los pies estén en la parte trasera de la tabla.

	- Maniobras con los pies en los footstraps. Primeros trucos del freestyle moderno.
- Vulcan / Volcano / Air Jibe: es una trasluchada en el aire. Se comienza con la suficiente velocidad, buscando un pequeño chopi4 que nos ayude a despegar. Cuando lleguemos al chopi hay que realizar un giro de 180° apoyándonos en la proa, para hacer esto flexionaremos la pierna trasera con la delantera estirada y daremos un golpe con la cadera. Tendremos que soltar la mano trasera de la botavara que irá a agarrar el mástil para mantenerlo recto. Cuando aterricemos en dirección contraria en el que íbamos, inclinaremos el cuerpo hacia la parte delantera de la tabla. La mano que está en el lado inicial de la botavara pasa al otro. Pies en posición Switch Stance (los pies colocados en el lado contrario de los footstraps, los dedos están donde suelen ir los talones), para terminar el movimiento cerramos vela.

- Spock: es la continuación natural del Volcano, un giro de 360° que finaliza con la rotación de la vela sobre la proa de la tabla. Se puede hacer con una o dos manos.

- Grubby: el inicio de la maniobra es igual que un Vulcan pero las manos no pasan al otro lado de la botavara. Se aterriza con la vela en contra del viento y se aprovecha la inercia para completar el giro de 360°. Es parecido al Spock y de dificultad similar.

- Flaka: es un 360 en el aire contra el viento. Esta maniobra consta de tres fases: aproximación, salto y rotación. Comienza con un carving para perder potencia en la vela, dejándola vertical y llevando el peso hacia delante.  Para iniciar el salto hacemos un chopi que nos ayude a despegar. En el momento del despegue atrasaremos las manos y empujaremos la vela hacia la parte delantera de la tabla, flexión de la pierna trasera y hacemos el movimiento de una patada. Para aterrizar pondremos nuestro peso sobre el pie de mástil para que la tabla deslice. Acaba como el Heli Tack, vela hacia delante, la tabla termina de girar debido a su deslizamiento.

	- Maniobras fuera de los footstraps. No se está en contacto con la tabla de forma permanente.
- Willy Skipper: salto en el que damos la vuelta a la tabla con los pies, la vela no cambia de amura y seguimos navegando con la popa mirando hacia delante.

	- Power freestyle. Maniobras aéreas, saltos, trucos en olas.
- Goita / Goiter: movimiento aéreo que se consigue deslizando hacia atrás los pies fuera de las correas/footstraps.

- Forward: el salto que realiza el windsurfista con rotación hacia delante.
- Doble forward: salto en el que se realizan dos forwards antes de caer al agua.

- Backloop: salto en el que se realiza una rotación hacia detrás

- 'Pushloop: salto con rotacion hacia detrás, totalmente vertical (similar Backflip)

- pushloopforward: maniobra radical con una rotacion hacia delante y otra hacia detrás(único deporte posible) que solo realizan 10 personas en el mundo, entre ellos el joven profesional canario Marino Gil, promesa del windsurf procedente de Canarias

1. Trasluchada: giro o cambio de sentido a favor del viento, además de la maniobra por excelencia en el windsurf. 
2. Footstrap: Cinchas para los pies.
3. Orzar: dirigir la proa de la tabla hacia barlovento.
4. Chopi: en inglés choppy, que significa mar picado o agitado. Se utiliza cuando aparecen pequeñas olas por todo el mar de manera desordenada.
5. Amura: respecto al desplazamiento de la tabla. Nos pondremos a babor cuando el viento nos venga desde la izquierda y a estribor cuando nos venga desde la derecha.